# Vila Operária (Goiana)
A Vila Operária é um bairro de Goiana, Pernambuco. Reconhecida como a primeira vila operária da América Latina, a qual está rodeada por diversos templos da era colonial e possui uma arquitetura típica do interior nordestino.

## Conjunto arquitetônico
O conjunto da Fiação de Tecidos Goiana (FITEG) foi composto da fábrica, da casa do proprietário e da vila operária, com alguns vestígios que permanecem até hoje, sendo um marco da arquitetura do início do século XX, começo do período republicano brasileiro, possuindo em si a peculiaridade de todas as edificações, exceto a fábrica, seguirem a mesma modulação: cada habitação representa um formato em uma espécie de trapézio, a que tanto a fábrica, quanto a casa do proprietário obedeceram, repetindo, no entanto, tantos módulos no mesmo formato quantos se fizeram necessários. As casas estreitas vão espalhando-se conforme os logradouros, distribuídas em nove quadras, entre o centro histórico e o Rio Goiana, totalizando em todo o conjunto 376 habitações nessa área. A fábrica foi fechada na década de 1950 depois de declarar a sua falência, deixando centenas de pessoas desempregadas. Hoje o edifício da fábrica é utilizada para fins comerciais e algumas casas sofreram alterações do estilo inicial.